# Basilio Boioannes
Basilio, detto Boioannes (in greco Βασίλειος Βοϊωάννης?, in italiano: Bugiano; fl. XI secolo), è stato un generale bizantino fra i più importanti del suo tempo e catapano d’Italia dal settembre 1017 al 1027.

## Biografia
Nella primavera del 1017 Melo di Bari aveva messo in atto un secondo tentativo di insurrezione antibizantina, dopo quello fallito nel 1010-1011; questa volta aveva assoldato cavalieri normanni guidati da Gilberto Drengot ed era riuscito a mettere in difficoltà le truppe bizantine guidate dal catapano Tornicio Contoleone.
Nel settembre 1017 l'imperatore di Bisanzio, Basilio II, nominava nuovo catapano Basilio Boioannes e a dicembre lo inviava in Puglia con notevoli rinforzi militari. Subito a Trani il catapano riusciva a ristabilire l'ordine. Ma lo scontro decisivo avvenne sul fiume Ofanto, non lontano dal sito della battaglia di Canne che vide Annibale sconfiggere i Romani. Il 1º ottobre 1018 le truppe scelte della guardia Variaga guidate da Boioannes ebbero la meglio sugli insorti. Melo trovò riparo alla corte dell'imperatore Enrico II, mentre i cavalieri normanni superstiti si disperdevano e tornavano al servizio dei principi longobardi.
Boioannes quindi passò a difendere in maniera sistematica gli accessi appenninici alla Puglia fortificando i borghi di Melfi, Dragonara, Civitate, Castel Fiorentino; una cura particolare pose all'antica città romana di Aecae che prese il nuovo nome di Troia (come la gloriosa ed epica città dell'Asia Minore da cui il catapano doveva avere origine): a guardia della cittadella pose dei mercenari normanni (1019).
Misure queste orientate più contro i Longobardi che contro il Papato.
Quasi tutto il Meridione d'Italia (con l'eccezione del ducato di Benevento) tornava sotto il dominio di Bisanzio. Alleandosi con Pandolfo IV di Capua, Basilio riuscì persino a riprendere il controllo sulla torre posta alla foce del Garigliano, sconfiggendo Datto, che fu catturato, condotto a Bari e giustiziato (15 giugno 1021).

Impero bizantino nel 1025, alla morte di Basilio II: tratteggiate le sue conquiste.

Preoccupato dalle vicende che avvenivano ai confini dello Stato della Chiesa, papa Benedetto VIII spinse l'imperatore Enrico II a intervenire nel Sud dell'Italia. Il 12 aprile 1022 l'esercito imperiale arrivò fin sotto le mura della fortezza di Troia che tuttavia resistette agli attacchi per oltre tre mesi, costringendo l'imperatore a rinunciare all'impresa: Basilio Boioannes riconoscente concesse alla città di Troia nuovi e importanti privilegi. Infatti dopo aver scisso la sede di Siponto da quella di Benevento, facendola archidiocesi a sé, il catapano costituì diverse nuove sedi episcopali e la sede principalmente favorita dal processo di ricostruzione fu Troia.
Nel 1023 Basilio dovette contrastare un tentativo di assalto sulle coste pugliesi da parte di un certo Rayca, probabilmente un pirata dalmata che riuscì solo a depredare alcune località costiere. Nel 1024 infatti Basilio Boioannes si volse con truppe italiane contro il regno di Croazia e trasferì a Costantinopoli come ostaggi la moglie e il figlio del re croato Cresimiro.
Nello stesso anno dirime una controversia tra l'igumeno Nicolaos del monastero della Theotokos (Madre di Dio) del Rifugio ed alcuni cittadini, per la proprietà del korion (piccolo borgo non fortificato) sorto intorno monastero, nei pressi della città di Tricarico.
Nel 1025 Boioannes stava preparando una grande spedizione contro gli Arabi in Sicilia, quando l'imperatore Basilio II morì (15 dicembre) e il successore Costantino VIII annullò l'impresa. Il catapano si recò quindi a portare soccorso al suo alleato, Pandolfo IV, al quale riconsegnò la città di Capua dopo averne scacciato gli occupanti (maggio 1026).
Nel 1027 Boioannes fu richiamato a Costantinopoli e da quel momento le sorti bizantine nell'Italia meridionale presero una china che portarono nel breve volgere di pochi decenni prima al declino e poi alla disfatta totale: i Normanni infatti con campagne militari ben organizzate riuscirono ad allontanare i bizantini da tutte le città italiane.
Sappiamo che Basilio ebbe un figlio Exaugusto Boioannes, che fu anch'egli catapano d'Italia, dal 1041 al 1042.

## Fonti
- Lupo Protospata, Chronicon
- Annales Barenses